# All of the Lights
"All of the Lights" é uma canção do rapper norte-americano Kanye West, para o seu quinto álbum de estúdio My Beautiful Dark Twisted Fantasy. Conta com a participação da cantora de R&B Rihanna, além de contar com os vocais de John Legend, Charlie Wilson, Tony Williams, Fergie, Kid Cudi, Alicia Keys, La Roux, Elton John, Elly Jackson e The-Dream. Foi lançado como quarto single do disco através das rádios nos Estados Unidos a 18 de Janeiro de 2011, e o seu lançamento no Reino Unido está previsto para 21 de Fevereiro do mesmo ano.

## Desempenho nas tabelas musicais

### Posições
| Tabelas musicais (2010 - 2011)               | Melhores posições |
| -------------------------------------------- | ----------------- |
| Austrália - ARIA Charts                      | 27                |
| Estados Unidos - Billboard Hot 100           | 18                |
| Estados Unidos - Billboard R&B/Hip-Hop Songs | 16                |
| Estados Unidos - Billboard Rap Songs         | 2                 |
| Nova Zelândia - RIANZ                        | 21                |
| Reino Unido - UK R&B Singles Chart           | 30                |